# Puchar Świata w narciarstwie szybkim 2020
Puchar Świata w narciarstwie szybkim 2020 rozpoczął się 1 lutego 2020 r. we francuskim Vars, a zakończył się 7 marca 2020 r. w szwedzkim Idre Fjall. Początkowo sezon miał zakończyć się 4 kwietnia w andorskiej Grandvalira, lecz ostatecznie zmagania w tym miejscu zostały odwołane.
Obrońcami Kryształowej Kuli w kategorii S1 byli Włoch Simone Origone wśród mężczyzn oraz Szwedka Britta Backlund wśród kobiet.
W tym sezonie Kryształową Kulę wśród mężczyzn obronił Origone, tak samo jak w przypadku kobiet, gdzie trofeum obroniła Backlund.

## Kalendarz i wyniki Pucharu Świata

### Mężczyźni
| Lp. | Data            | Miejscowość | 1. Miejsce                                       | 2. Miejsce                                       | 3. Miejsce                                       |
| --- | --------------- | ----------- | ------------------------------------------------ | ------------------------------------------------ | ------------------------------------------------ |
| 1.  | 1 lutego 2020   | Vars        | Simone Origone                                   | Simon Billy                                      | Bastien Montes                                   |
| 2.  | 2 lutego 2020   | Vars        | Odwołano, a następnie przeniesiono do Idre Fjall | Odwołano, a następnie przeniesiono do Idre Fjall | Odwołano, a następnie przeniesiono do Idre Fjall |
| 3.  | 13 lutego 2020  | Salla       | Simone Origone                                   | Manuel Kramer                                    | Simon Billy                                      |
| 4.  | 14 lutego 2020  | Salla       | Simone Origone                                   | Simon Billy                                      | Manuel Kramer                                    |
| 5.  | 5 marca 2020    | Idre Fjall  | Simone Origone                                   | Manuel Kramer                                    | Simon Billy                                      |
| 6.  | 6 marca 2020    | Idre Fjall  | Simone Origone                                   | Simon Billy                                      | Manuel Kramer                                    |
| 7.  | 7 marca 2020    | Idre Fjall  | Simone Origone                                   | Simon Billy                                      | Ivan Origone                                     |
| 8.  | 15 marca 2020   | Formigal    | Odwołano                                         | Odwołano                                         | Odwołano                                         |
| 9.  | 3 kwietnia 2020 | Grandvalira | Odwołano                                         | Odwołano                                         | Odwołano                                         |
| 10. | 4 kwietnia 2020 | Grandvalira | Odwołano                                         | Odwołano                                         | Odwołano                                         |

### Kobiety
| Lp. | Data            | Miejscowość | 1. Miejsce                                       | 2. Miejsce                                       | 3. Miejsce                                       |
| --- | --------------- | ----------- | ------------------------------------------------ | ------------------------------------------------ | ------------------------------------------------ |
| 1.  | 1 lutego 2020   | Vars        | Britta Backlund                                  | Lisa Hovland-Uden                                | Celia Martinez                                   |
| 2.  | 2 lutego 2020   | Vars        | Odwołano, a następnie przeniesiono do Idre Fjall | Odwołano, a następnie przeniesiono do Idre Fjall | Odwołano, a następnie przeniesiono do Idre Fjall |
| 3.  | 13 lutego 2020  | Salla       | Britta Backlund                                  | Hanna Matslofva                                  | Valentina Greggio                                |
| 4.  | 14 lutego 2020  | Salla       | Britta Backlund                                  | Valentina Greggio                                | Lisa Hovland-Uden                                |
| 5.  | 5 marca 2020    | Idre Fjall  | Britta Backlund                                  | Valentina Greggio                                | Celia Martinez                                   |
| 6.  | 6 marca 2020    | Idre Fjall  | Britta Backlund                                  | Valentina Greggio                                | Hanna Matslofva                                  |
| 7.  | 7 marca 2020    | Idre Fjall  | Britta Backlund                                  | Lisa Hovland-Uden                                | Valentina Greggio                                |
| 8.  | 15 marca 2020   | Formigal    | Odwołano                                         | Odwołano                                         | Odwołano                                         |
| 9.  | 3 kwietnia 2020 | Grandvalira | Odwołano                                         | Odwołano                                         | Odwołano                                         |
| 10. | 4 kwietnia 2020 | Grandvalira | Odwołano                                         | Odwołano                                         | Odwołano                                         |

## Klasyfikacje

### Mężczyźni
| Lp. | Zawodnik         | Punkty |
| --- | ---------------- | ------ |
| 1.  | Simone Origone   | 600    |
| 2.  | Simon Billy      | 440    |
| 3.  | Manuel Kramer    | 330    |
| 4.  | Ivan Origone     | 269    |
| 5.  | Jan Farrell      | 249    |
| 6.  | Michaił Szumilin | 247    |
| 7.  | Carl Ribbegardh  | 161    |
| 8.  | Radim Palan      | 143    |
| 9.  | Hugo Portal      | 140    |
| 10. | Mats Abrahamsson | 138    |

### Kobiety
| Lp. | Zawodniczka         | Punkty |
| --- | ------------------- | ------ |
| 1.  | Britta Backlund     | 600    |
| 2.  | Valentina Greggio   | 405    |
| 3.  | Lisa Hovland-Uden   | 360    |
| 4.  | Celia Martinez      | 300    |
| 5.  | Hanna Matslofva     | 290    |
| 6.  | Clea Martinez       | 255    |
| 7.  | Alicia Storner      | 208    |
| 8.  | Mathilda Persson    | 140    |
| 9.  | Lisa Fournet Fayard | 97     |
| 10. | Nicoline Nielsen    | 90     |